# Regenbogen der sieben Hoffnungen
Regenbogen der sieben Hoffnungen (Alternativtitel: Der Prinz und der Töpfer; Originaltitel: russisch Радуга семи надежд, Raduga semi nadeschd) ist ein sowjetischer Märchenfilm von Chabib Faisijew aus dem Jahr 1982 nach einem usbekischen Märchen.

## Handlung
Prinz Bachtijar verliebt sich in die kluge und schöne Töpferstochter Gulschan, die es jedoch ablehnt seine Gemahlin zu werden, da er nichts fürs Leben gelernt hatte. Er beginnt daraufhin eine Ausbildung zum Töpfer bei ihrem Vater, um sich ihr, durch das Erlernen dessen Handwerks, als würdig zu erweisen.
Der sich als Meistertöpfer erweisende Prinz wird aber vom Steuereintreiber Karatasch entführt und in dessen Kerker gesperrt, in dem, neben anderen, auch der Bruder des Töpfers, der Schmied Karim, festgehalten wird. Aus der Gefangenschaft heraus fertigt Bachtijar viele Töpferwaren für Karatasch, die dieser gewinnbringend auf dem Markt verkaufen lässt. Eldor, der Sohn des Schmieds, erkennt dort eines der unverwechselbaren Werke Bachtijars und bemerkt die heimlich darauf geschriebenen Worte, die über den Verbleib ihres Schöpfers und seiner Mitleidenden berichten. Sofort begibt er sich mit dem erworbenen Gefäß zum Töpfer, der daraufhin gemeinsam mit Freunden aufbricht, um die Gefangenen aus der Knechtschaft Karataschs zu befreien.
Als auch Karatasch die Schriftzeichen auf den Waren des Töpfers bemerkt, verpasst er Bachtijar eine Tracht Prügel, wodurch ihm der Kerkerschlüssel hinunterfällt. Nachdem einer seiner Untergebenen drauf tritt, prägt sich die Form des Schlüssels in den Boden ein, sodass es Karim später ermöglicht wird einen Zweitschlüssel für ihre Flucht zu schmieden. Ausgebrochen treffen sie auf die ihnen zur Hilfe Geeilten, mit denen zusammen sie den fliehenden Karatasch verfolgen und bestrafen. Der Prinz nimmt sodann, an der Seite seiner Gulschan, sein weiteres Leben als Töpfer an.

## Veröffentlichung
Regenbogen der sieben Hoffnungen kam im Januar 1982 in die sowjetischen Kinos. Am 28. Januar 1983 lief der Film in den Kinos der DDR an.

## Synchronisation
Das Dialogbuch der DEFA-Synchronisation schrieb Hannelore Grünberg, die Regie übernahm Gerhard Paul, den Schnitt Ilka Thal und den Ton Erwin Steiner.
| Rolle                              | Darsteller          | deutscher Sprecher  |
| ---------------------------------- | ------------------- | ------------------- |
| Gulschan, Tochter des Töpfers      | Safura Ibragimowa   | Doris Dubiel        |
| Prinz Bachtijar                    | Pokir Kabulow       | Thomas Schneider    |
| Eldor, Sohn des Schmieds           | Rustam Sagdullajew  | Karl Albert         |
| Töpfer Nabi                        | Schuchrat Irgaschew | Hans Gora           |
| Räuber Ali                         | Bachtior Ichtijarow | Hasso Billerbeck    |
| Räuber Wali                        | Murad Radschabow    | Raymond Felsberg    |
| Steuereintreiber Karatasch         | Chamsa Umarow       | Walter Wiekenhauser |
| Chonum Parisat, Mutter des Prinzen | Sairam Issojewa     | Rosemarie Deibel    |
| Burgut                             | Sanat Diwanow       | Hans-Dieter Leinhos |
| Saib                               | Dschawlon Chamrajew | Fred-Arthur Geppert |
| Schmied Karim                      | Turgun Asisow       | Dietrich Mechow     |